# Garrucha
Garrucha község Spanyolországban, Almería tartományban. Lakosainak száma 10 603 fő (2024).

## Földrajza
Garrucha Mojácar és Vera községekkel határos.

## Népesség
A település lakosságának változását az alábbi diagram mutatja:
| Lakosok száma | 5465 | 6525 | 7398 | 8626 | 8626 | 8632 | 8655 | 9212 | 9875 | 10 603 |
|               | 2001 | 2004 | 2006 | 2009 | 2011 | 2014 | 2016 | 2019 | 2021 | 2024   |